# 第62回全日本大学サッカー選手権大会
第62回全日本大学サッカー選手権大会は、2013年12月14日から12月22日にかけて開催された62回目の全日本大学サッカー選手権大会である。大阪体育大学が28大会ぶり2回目の優勝を果たした。

## 出場校
| 地区           | 枠 | 出場チーム   | 出場           |
| -------------- | -- | ------------ | -------------- |
| 総理大臣杯優勝 | 1  | 流通経済大学 | 4年ぶり8回目   |
| 北海道         | 1  | 札幌大学     | 3年連続37回目  |
| 東北           | 1  | 仙台大学     | 13年連続30回目 |
| 関東           | 5  | 専修大学     | 3年連続3回目   |
| 関東           | 5  | 早稲田大学   | 2年連続30回目  |
| 関東           | 5  | 明治大学     | 5年連続13回目  |
| 関東           | 5  | 国士舘大学   | 3年ぶり24回目  |
| 関東           | 5  | 筑波大学     | 2年ぶり34回目  |
| 北信越         | 1  | 北陸大学     | 初出場         |
| 東海           | 3  | 東海学園大学 | 初出場         |
| 東海           | 3  | 中京大学     | 14年連続36回目 |
| 東海           | 3  | 愛知学院大学 | 8年ぶり11回目  |

| 地区       | 枠 | 出場チーム        | 出場           |
| ---------- | -- | ----------------- | -------------- |
| 関西       | 4  | 大阪体育大学      | 10年ぶり16回目 |
| 関西       | 4  | 阪南大学          | 2年連続15回目  |
| 関西       | 4  | 関西学院大学      | 4年ぶり17回目  |
| 関西       | 4  | 関西大学          | 2年連続21回目  |
| 中国       | 1  | 広島修道大学      | 3年ぶり8回目   |
| 四国       | 1  | 高知大学          | 20年連続29回目 |
| 九州       | 3  | 鹿屋体育大学      | 5年連続17回目  |
| 九州       | 3  | 宮崎産業経営大学  | 6年ぶり2回目   |
| 九州       | 3  | 福岡大学          | 14年連続38回目 |
| プレーオフ | 3  | 岩手大学          | 14年ぶり4回目  |
| プレーオフ | 3  | 新潟経営大学      | 2年ぶり4回目   |
| プレーオフ | 3  | IPU・環太平洋大学 | 初出場         |

## 結果
対戦カードは以下の通り。

### 1回戦
| 2013年12月14日 11:00 |

| 新潟経営大学                                                       | 5 - 3 (延長)   | 札幌大学                          |
| 野崎真人 18分 · 太田翔 19分, 54分 · 斎藤瑶世 92分 · 稲葉旬 100+2分 | 公式記録 (PDF) | 菅原康介 24分, 69分 · 澤田恒 78分 |

| 味の素スタジアム西競技場, 調布 観客数: 約354人 主審: ALON Markus |

| 2013年12月14日 13:50 |

| 筑波大学                              | 3 - 0          | IPU・環太平洋大学 |
| 吉田直矢 44分 · 谷口彰悟 60分, 90+5分 | 公式記録 (PDF) |                   |

| 味の素スタジアム西競技場, 調布 観客数: 約787人 主審: 川俣秀 |

| 2013年12月14日 11:00 |

| 宮崎産業経営大学                                | 3 - 0          | 北陸大学 |
| 江崎太志 24分 · 加藤直也 43分 · 徳永大輝 45+1分 | 公式記録 (PDF) |          |

| 厚木市荻野運動公園競技場, 厚木 観客数: 約278人 主審: 細尾基 |

| 2013年12月14日 13:30 |

| 関西大学                                                         | 4 - 0          | 岩手大学 |
| 山田幹也 36分 · 宮村緯 58分 · 佐々木周 76分 · 篠原宏仁 83分 (PK) | 公式記録 (PDF) |          |

| 厚木市荻野運動公園競技場, 厚木 観客数: 325人 主審: 清水勇人 |

| 2013年12月15日 11:00 |

| 福岡大学      | 1 - 2          | 愛知学院大学                       |
| 薗田卓馬 84分 | 公式記録 (PDF) | 西中寿明 56分 · 鈴木貴也 87分 (PK) |

| 味の素スタジアム西競技場, 調布 観客数: 539人 主審: 上村篤史 |

| 2013年12月15日 13:30 |

| 阪南大学      | 1 - 0          | 高知大学 |
| 可児壮隆 73分 | 公式記録 (PDF) |          |

| 味の素スタジアム西競技場, 調布 観客数: 539人 主審: 宇田賢史 |

| 2013年12月15日 11:00 |

| 中京大学                               | 3 - 0          | 仙台大学 |
| 畑直樹 39分, 59分 · 南部健造 89分 (PK) | 公式記録 (PDF) |          |

| Shonan BMW スタジアム平塚, 平塚 観客数: 376人 主審: 俵元希 |

| 2013年12月15日 13:30 |

| 関西学院大学                            | 4 - 1          | 広島修道大学 |
| 呉屋大翔 19分, 28分, 89分 · 森俊介 83分 | 公式記録 (PDF) | 有下遼 24分  |

| Shonan BMW スタジアム平塚, 平塚 観客数: 354人 主審: 日比野真 |

### 2回戦
| 2013年12月18日 11:00 |

| 阪南大学    | 1 - 3          | 国士舘大学                                       |
| 泉澤仁 85分 | 公式記録 (PDF) | 橋本拓門 34分 (PK) · 進藤誠司 66分 · 平松宗 71分 |

| 味の素フィールド西が丘, 東京都北区 観客数: 661人 主審: 篠藤巧 |

| 2013年12月18日 13:30 |

| 流通経済大学  | 1 - 0          | 愛知学院大学 |
| 椎名伸志 48分 | 公式記録 (PDF) |              |

| 味の素フィールド西が丘, 東京都北区 観客数: 511人 主審: 藤沢達也 |

| 2013年12月18日 11:00 |

| 鹿屋体育大学                                                              | 6 - 1          | 中京大学    |
| 米良知記 22分, 41分 · 中原優生 47分, 61分 · 小谷健悟 70分 · 坂田良太 82分 | 公式記録 (PDF) | 畑直樹 83分 |

| 江戸川区陸上競技場, 江戸川 観客数: 253人 主審: 堀越雅弘 |

| 2013年12月18日 13:30 |

| 関西学院大学                    | 2 - 1          | 早稲田大学    |
| 小林成豪 45+1分 · 呉屋大翔 84分 | 公式記録 (PDF) | 近藤貴司 25分 |

| 江戸川区陸上競技場, 江戸川 観客数: 347人 主審: 熊谷幸剛 |

| 2013年12月18日 11:00 |

| 筑波大学 | 0 - 1          | 東海学園大学  |
|          | 公式記録 (PDF) | 志知孝明 49分 |

| 江東区夢の島陸上競技場, 東京都江東区 観客数: 429人 主審: 福岡靖人 |

| 2013年12月18日 13:30 |

| 大阪体育大学                              | 4 - 1          | 新潟経営大学  |
| 澤上竜二 53分, 60分, 80分 · 山本大稀 66分 | 公式記録 (PDF) | 鈴木雄大 19分 |

| 江東区夢の島陸上競技場, 東京都江東区 観客数: 216人 主審: 藤田和也 |

| 2013年12月18日 11:00 |

| 明治大学                                      | 3 - 0          | 宮崎産業経営大学 |
| 野間涼太 47分 · 石原幸治 82分 · 藤本佳希 84分 | 公式記録 (PDF) |                  |

| Shonan BMW スタジアム平塚, 平塚 観客数: 260人 主審: 荒木友輔 |

| 2013年12月18日 13:30 |

| 関西大学      | 1 - 5          | 専修大学                                                          |
| 原口拓人 24分 | 公式記録 (PDF) | 長澤和輝 47分, 69分 · 前澤甲気 75分 · 仲川輝人 77分 · 90+1分 (OG) |

| Shonan BMW スタジアム平塚, 平塚 観客数: 344人 主審: 柿沼亨 |

### 準々決勝
| 2013年12月20日 11:00 |

| 鹿屋体育大学                                  | 3 - 2          | 関西学院大学                      |
| 大山直哉 11分 · 福森健太 85分 · 湯浅寿紀 90分 | 公式記録 (PDF) | 呉屋大翔 45+1分 · 沓掛勇太 90+4分 |

| 相模原麻溝公園競技場, 相模原 観客数: 218人 主審: 岡宏道 |

| 2013年12月20日 13:30 |

| 流通経済大学                  | 2 - 4          | 国士舘大学                                                        |
| 石井雄輔 40分 · 富樫大介 74分 | 公式記録 (PDF) | 佐々木陸 8分 · 平松宗 23分 · 橋本拓門 54分 (PK) · 田中智也 90+4分 |

| 相模原麻溝公園競技場, 相模原 観客数: 543人 主審: 小屋幸栄 |

| 2013年12月20日 11:00 |

| 大阪体育大学                              | 4 - 0          | 東海学園大学 |
| 伊佐耕平 56分, 87分 · 澤上竜二 69分, 76分 | 公式記録 (PDF) |              |

| Shonan BMW スタジアム平塚, 平塚 観客数: 268人 主審: 野田祐樹 |

| 2013年12月20日 13:30 |

| 明治大学        | 1 - 2 (延長)   | 専修大学                  |
| 苅部隆太郎 81分 | 公式記録 (PDF) | 65分 (OG) · 仲川輝人 95分 |

| Shonan BMW スタジアム平塚, 平塚 観客数: 482人 主審: 上田益也 |

### 準決勝
| 2013年12月22日 11:00 |

| 大阪体育大学                                  | 3 - 2          | 専修大学                     |
| 澤上竜二 37分 · 伊佐耕平 44分 · 池上丈二 47分 | 公式記録 (PDF) | 仲川輝人 4分 · 北出雄星 82分 |

| 味の素フィールド西が丘, 東京都北区 観客数: 1,862人 主審: 榎本一慶 |

| 2013年12月22日 13:31 |

| 国士舘大学                    | 2 - 0          | 鹿屋体育大学 |
| 福田真也 84分 · 田中智也 88分 | 公式記録 (PDF) |              |

| 味の素フィールド西が丘, 東京都北区 観客数: 1,257人 主審: 森川浩次 |

### 決勝
| 2013年12月25日 15:00 |

| 国士舘大学    | 1 - 3          | 大阪体育大学                |
| 服部康平 24分 | 公式記録 (PDF) | 山本大稀 45+2分, 47分, 90分 |

| 国立競技場, 東京都新宿区 観客数: 9,053人 主審: 岡部拓人 |